# ピアノ三重奏曲第1番 (メンデルスゾーン)
ピアノ三重奏曲第1番 ニ短調 作品49 は、フェリックス・メンデルスゾーンが作曲したピアノ三重奏曲。

## 概要
メンデルスゾーンのピアノ三重奏曲は一般的に2曲が知られている。他にメンデルスゾーンが11歳のときの1820年に作曲されたピアノ、ヴァイオリン、ヴィオラのためのハ短調のピアノ三重奏曲も存在するが、こちらは習作ともいえる作品であるため、作品番号が付けられていない（出版は1970年）。
この第1番は1839年9月23日に完成し、この年の秋にライプツィヒで、発見されて間もなかったシューベルトの交響曲第8番『ザ・グレート』などと共に初演された。この時はメンデルスゾーン自身がピアノ、ヴァイオリンは友人のフェルディナンド・ダヴィッドが担当した。楽譜は1840年に一度出版されたが、その後ダヴィッドの助言を受けて第4楽章を中心に修正を加えて出版されたため2つの版が存在し、今日一般に演奏されるのは第2版の方である。ピアノの達人だったメンデルスゾーンらしく、演奏には高度な技巧を要する。
この曲を聴いたロベルト・シューマンは「ベートーヴェン以来、最も偉大なピアノ三重奏曲」だと評し、メンデルスゾーンを「19世紀のモーツァルト、最も輝かしい音楽家」だと称えた。

## 構成
- 第1楽章 アレグロ・モルト・アジタート
ニ短調、4分の3拍子。ソナタ形式。曲が始まってすぐにチェロが第1主題を演奏する。これがヴァイオリンで繰り返された後、3つの楽器が一緒になって移行部に入る。曲は落ち着いてから、第2主題をチェロが演奏する。展開部では、第1、2主題が展開される。形通りの再現部からコーダとなる。コーダではピアノが活躍する。
- 第2楽章 アンダンテ・コン・モート・トランクィロ
変ロ長調、4分の4拍子。3部形式。ピアノで始まり、やがてピアノの伴奏でヴァイオリンとチェロの二重奏となる。次にピアノによって副主題が現れ、弦楽器が入って繰り返される。中間部に入るとピアノが3連符で伴奏し、短調の旋律が現れる。コーダでは、主要主題が静かに回想される。
- 第3楽章 スケルツォ：レッジェーロ・エ・ヴィヴァーチェ
ニ長調、8分の6拍子。スケルツォ形式。ピアノが主題を提示し、次いで弦楽器に移る。
- 第4楽章 フィナーレ：アレグロ・アッサイ・アパッショナート
ニ短調 - ニ長調、4分の4拍子。2部形式。第1主題は最初ピアノで演奏されてから、ヴァイオリンとチェロが入って展開されていく。第2主題は主に弦楽器が演奏する。最後にニ長調に転調して2つの主題が演奏される。

## 関連作品
- ピアノ三重奏曲第2番 (メンデルスゾーン)

## 参考資料
- 『シューマン＆メンデルスゾーン：ピアノ三重奏曲集　カザルス・トリオ』のブックレット（解説：野村光一）（TOCE7815）